# Västanfors gamla kraftstation

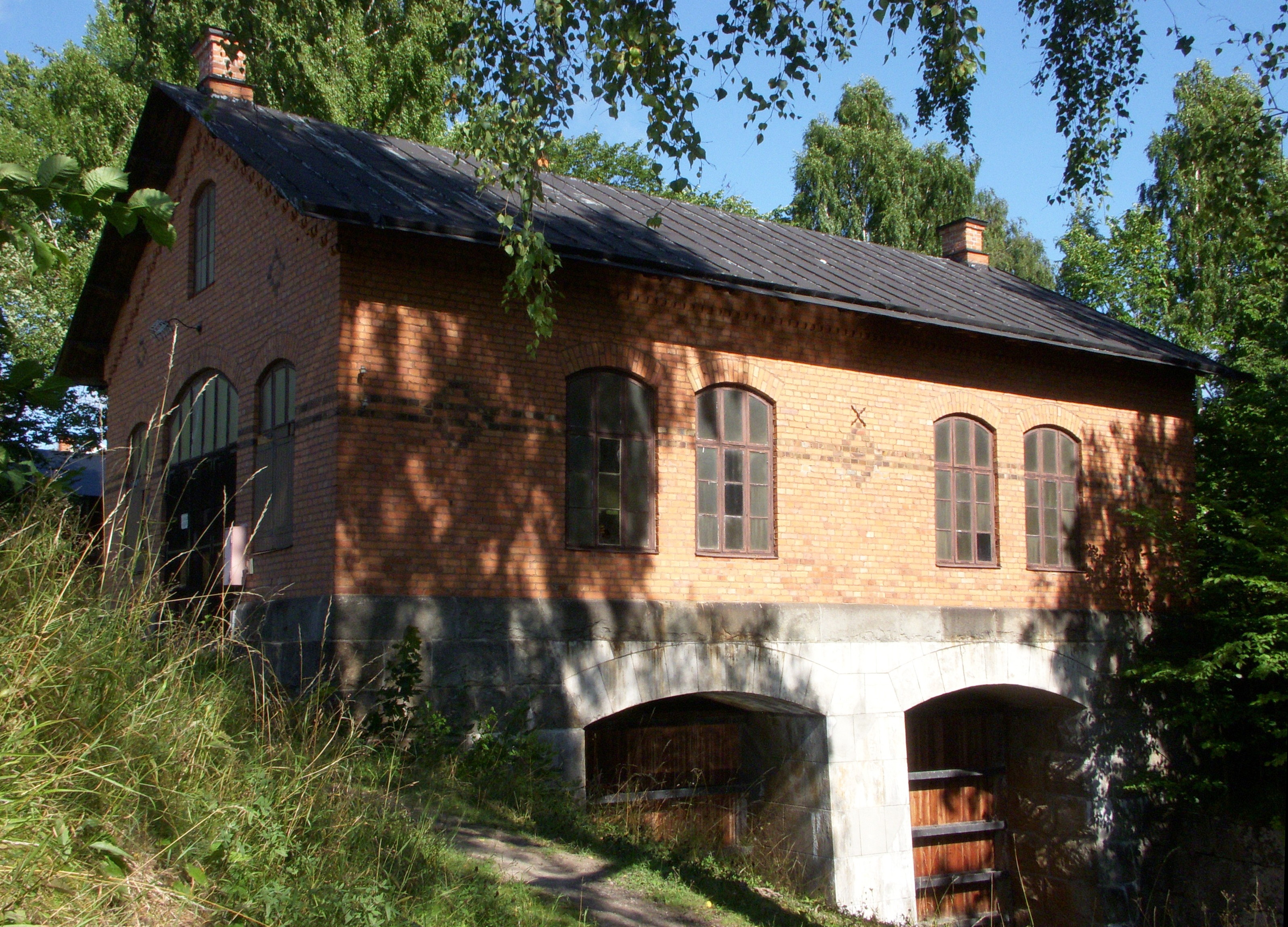
Västanfors gamla kraftstation, 2013.

Västanfors gamla kraftstation ligger i Fagerstas stadsdel Västanfors, Fagersta kommun, Västmanlands län. Kraftstationen byggdes åren 1899- 1900 av Fagersta Bruk och var i drift fram till år 1949, då den ersattes av en ny, större anläggning.  Den är en av de sista i Sverige som utfördes efter äldre principer, med vertikalaxlat maskinarrangemang. Enligt Riksantikvarieämbetet är det den bäst bevarade kraftstationen i sitt slag i landet och sedan år 2004 ett byggnadsminne. Västanfors gamla kraftstation är en del av Ekomuseum Bergslagen. Vid Västanfors fanns även ett äldre övre kraftverk, byggt 1902 och nedlagt 1910.

## Historik

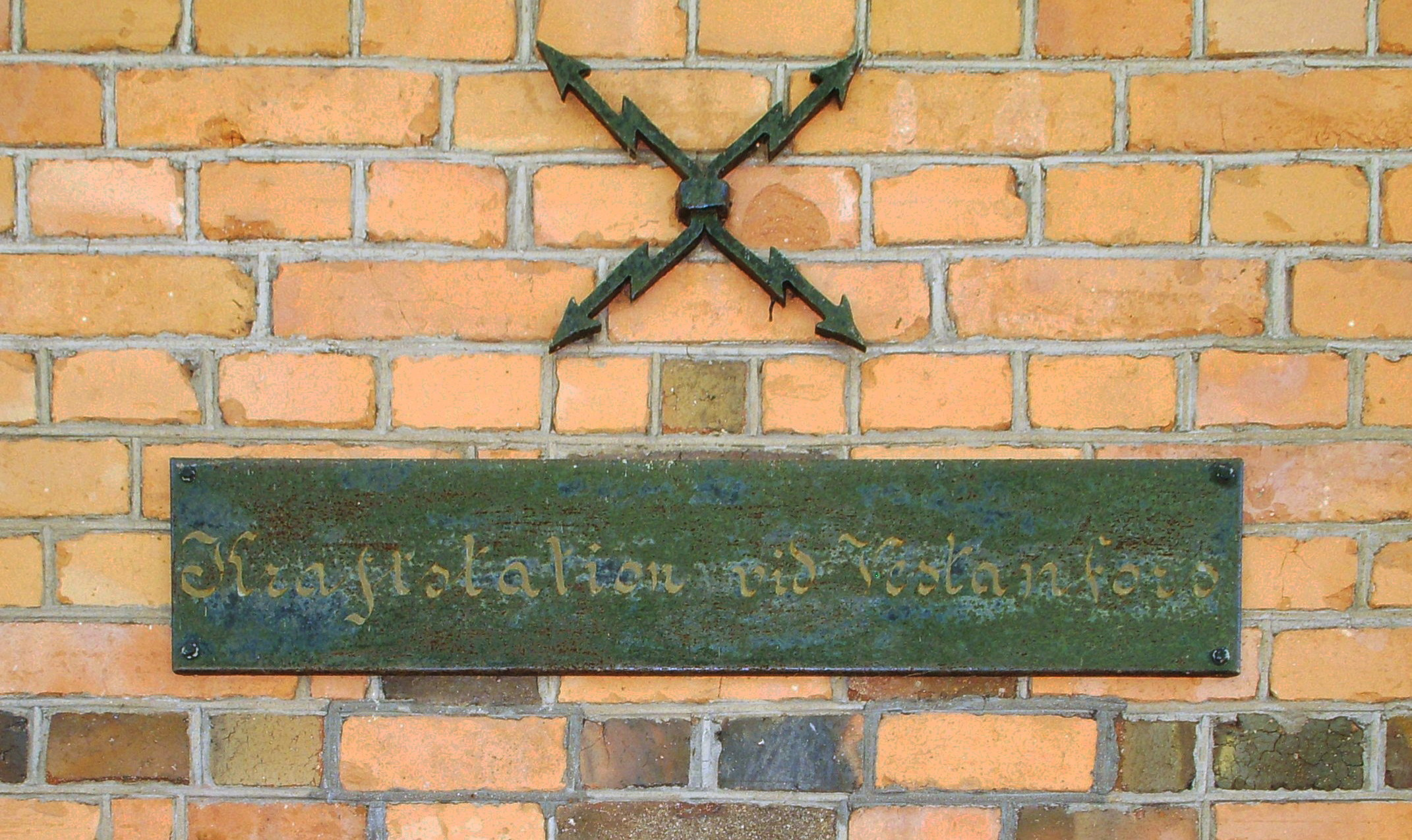
"Kraftstation vid Vestanfors".

Fagersta Bruk lät vid sekelskiftet 1900 anlägga en kraftstation vid forsens 4,5 meter höga fallhöjd. Verket uppfördes inför en utvidgning av bruksrörelsen i Fagersta, då elbehovet kraftigt ökade. Anläggningen hade konstruerats av ingenjörsbyrån Qvist & Gjers i Arboga. Vattenturbinerna tillverkades av Brefvens bruk i Närke och generatorerna av ASEA i Västerås. Vattnet fördes via en kanal in till turbinsumpen. De två kraftturbinerna var konstruerade efter Jonas Wenströms patent och gav en effekt av 175 hk vardera. De är vertikalt uppställda och kopplade till två kraftgeneratorer ovanför, som gav en genomsnittlig årsproduktion av cirka 2,5 GWh. 
De första fem åren utfördes varvtalsregleringen för hand men 1905 installerades en regulator som automatiskt reglerade inställningen på turbinernas ledskenor. Driften lades ned 1949 då en ny kraftstation uppfördes strax intill. Samtidigt igenfylldes även tilloppskanalen norr om byggnaden. Kraftstationen har sedan dess bevarats orörd och övertogs år 1991 av Fagersta kommun. Stationens unika originalinredning finns bevarad.

## Byggnad
Maskinhuset har en underbyggnad av sten och betong. Överbyggnaden är uppförd i rött tegel med en dekorativ gesims och mönstermurning av hårdbränt, mörkt tegel. Fasaden smyckas av  ankarslutsattrapper i smide formade som blixtar, en symbol för elektrisk kraft. Fönstren är rundbågade och spröjsade i tolv delar. Sadeltaket är plåtklätt och försett med två skorstenar. 
Västanfors kraftstation pekas ut i den nationella inventeringen ”Elektriska vattenkraftverk. Kulturhistoriskt värdefulla anläggningar 1891-1950” gjord år 1995 av Riksantikvarieämbetet, som den bäst bevarade kraftstationen i sin kategori i landet.

## Bilder

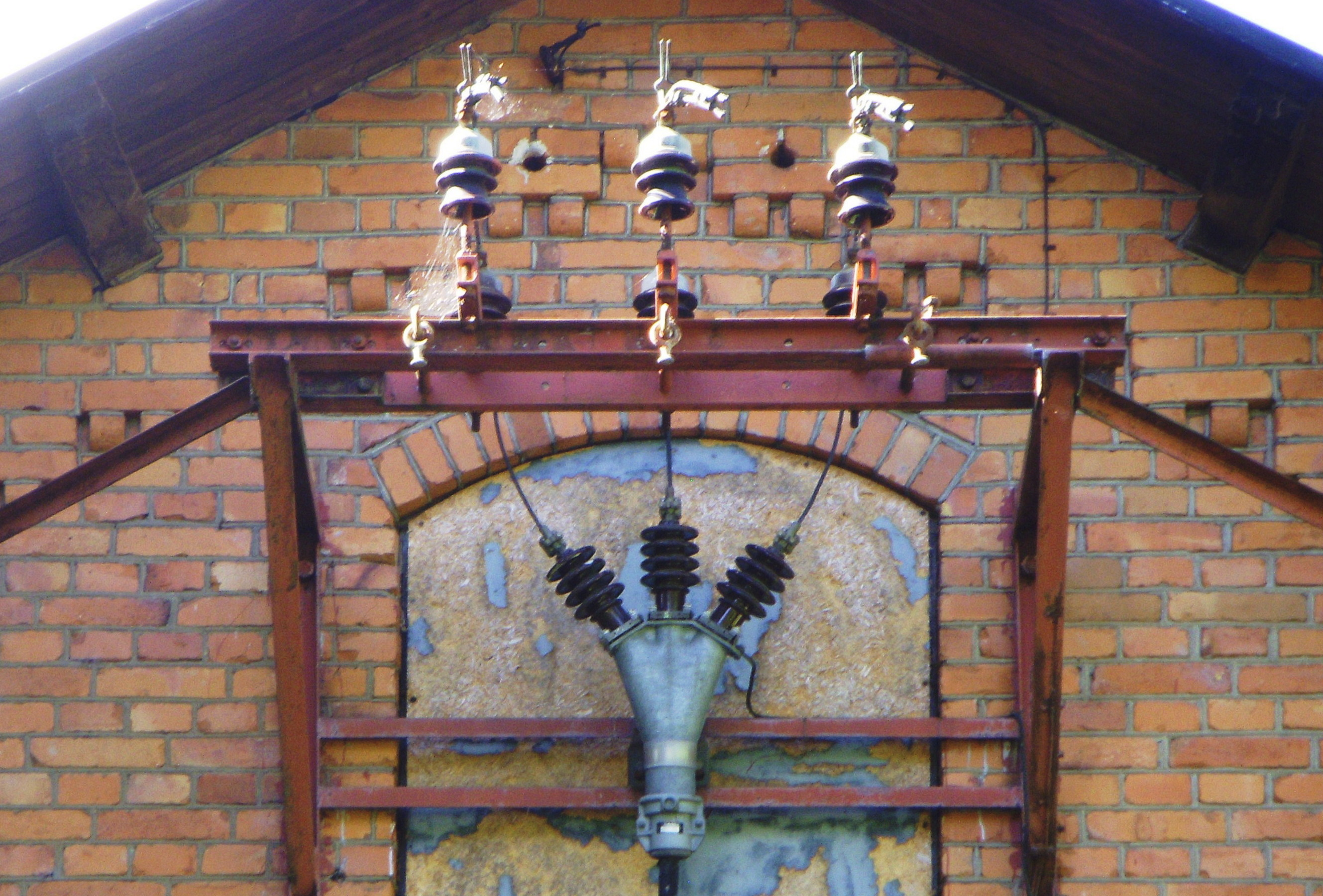
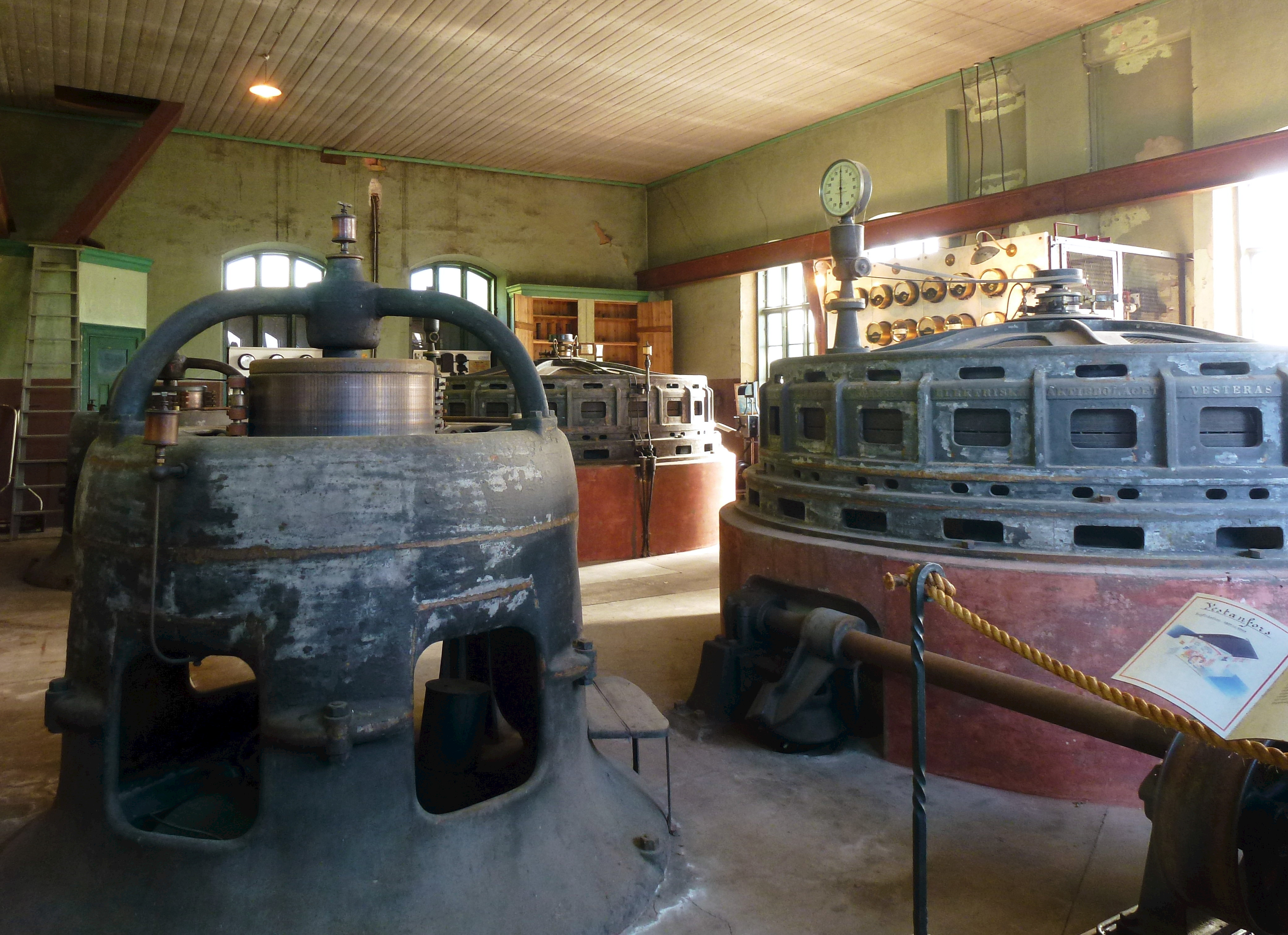
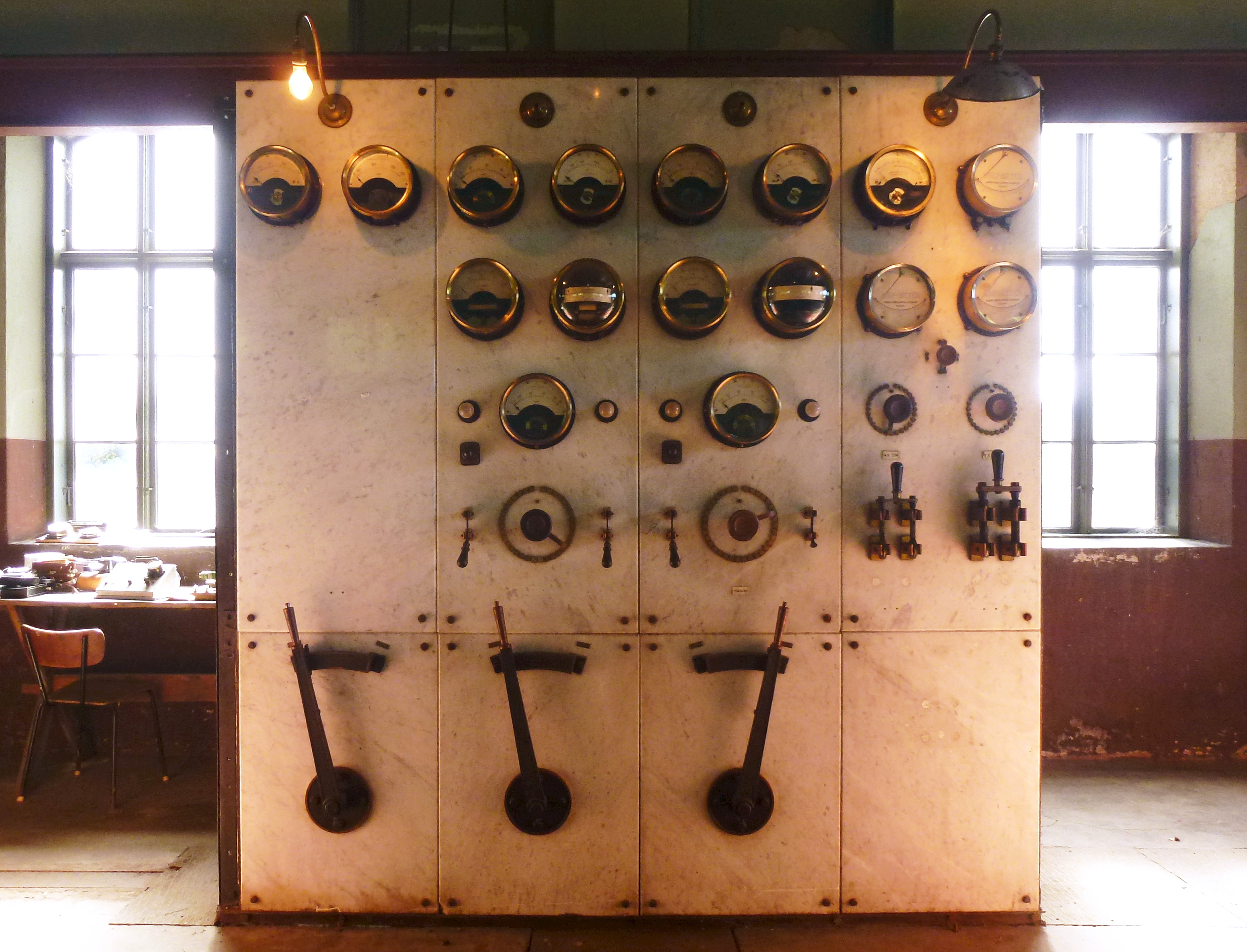
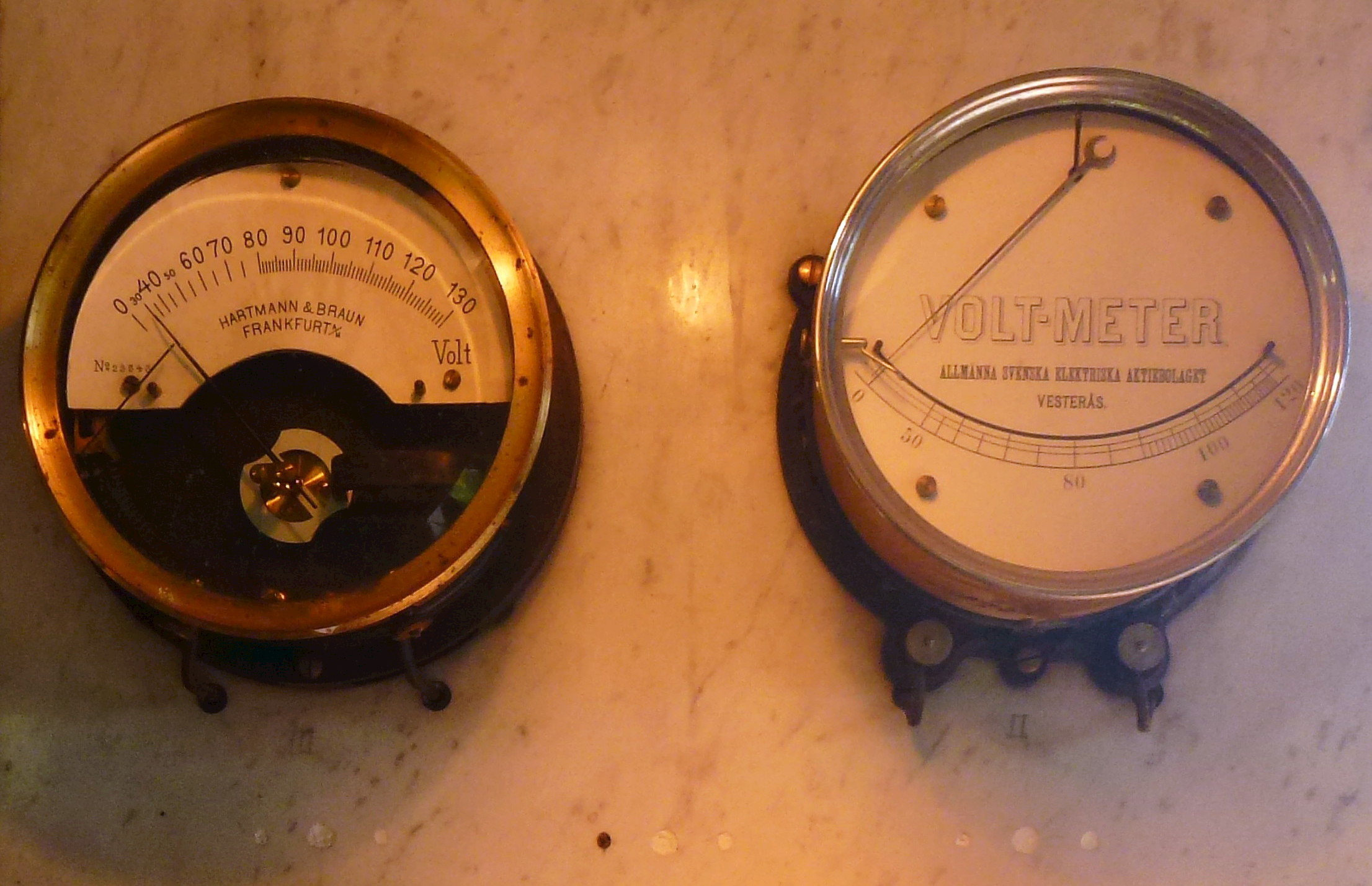
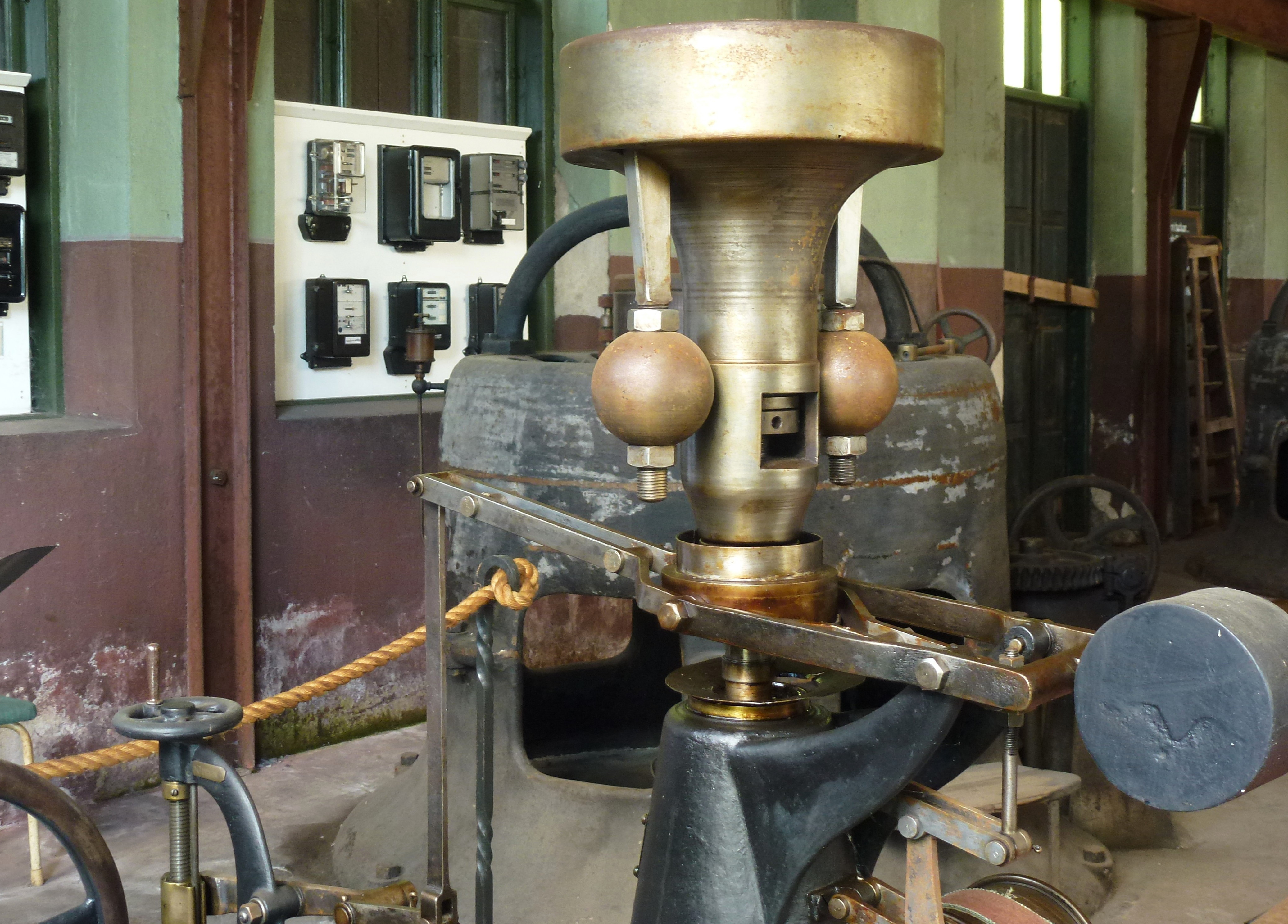
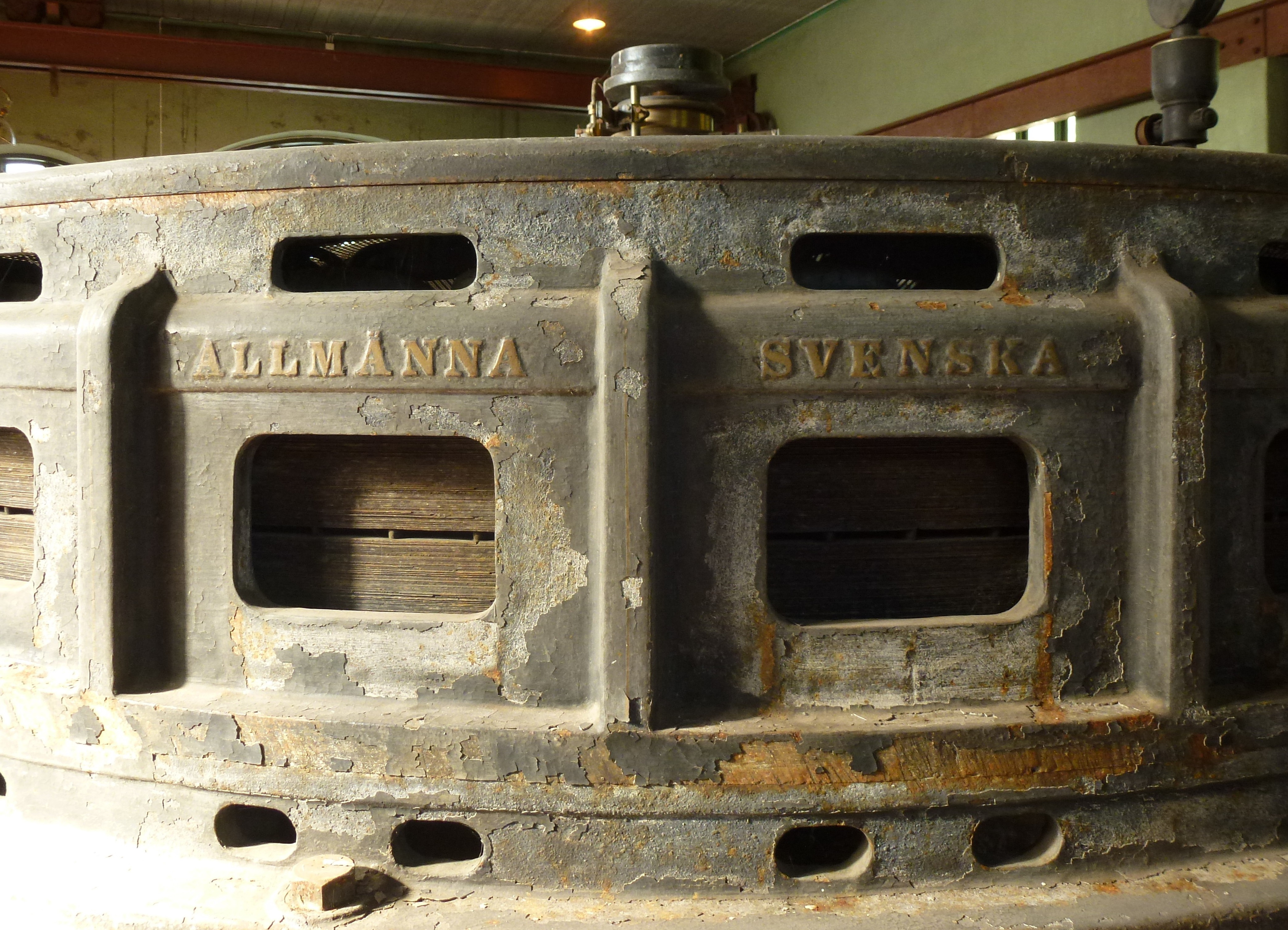
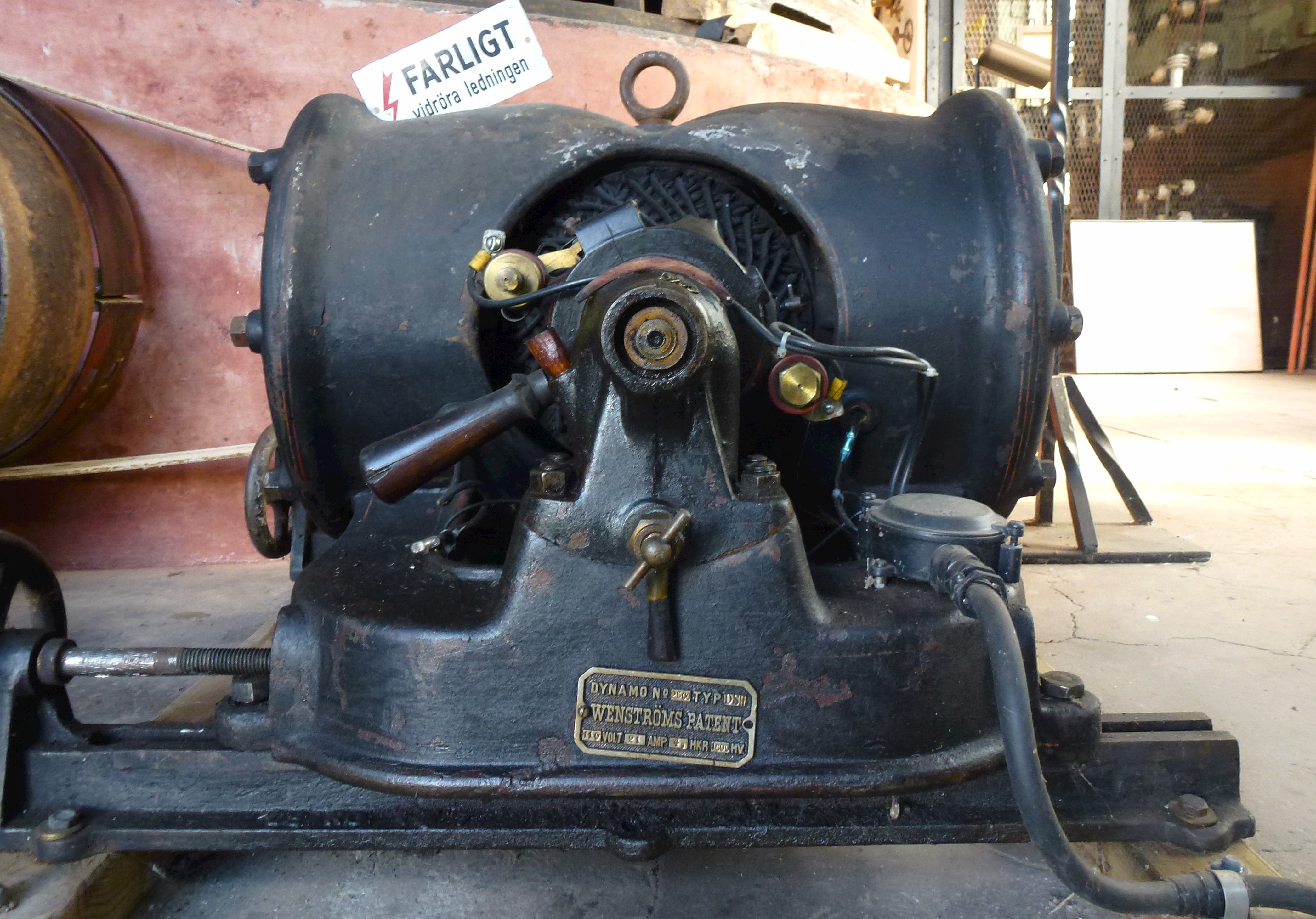
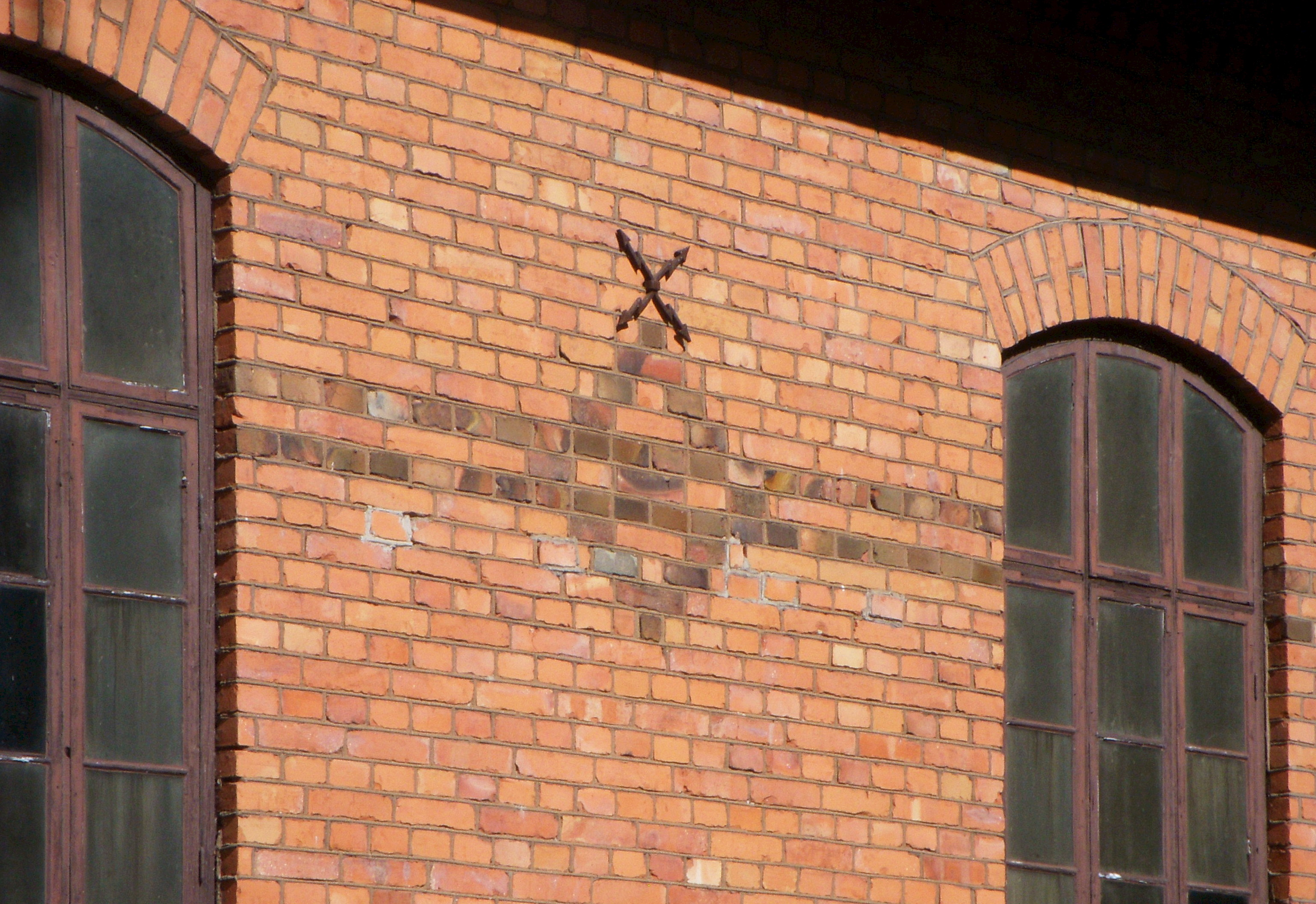